# Elisabeth Epstein

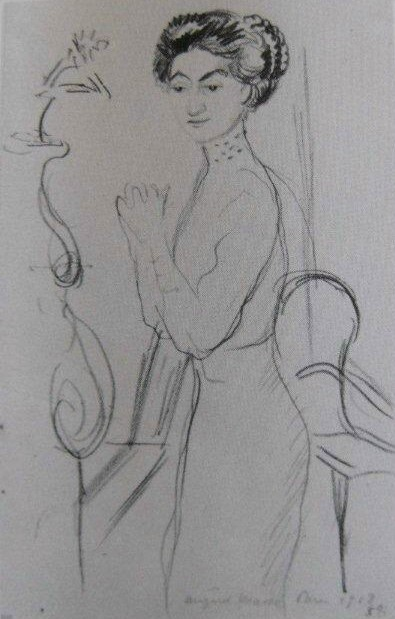
August Macke : Estudio de retrato de Elisabeth Epstein, 1912. Lápiz. 17 × 10,8 cm, Museo Nacional Alemán de Núremberg

Elisabeth Ivanovna Epstein, de soltera Hefter, (Zhytomyr, 1 de marzo de 1879 - Ginebra, 22 de enero de 1956) fue una pintora moderna rusa que vivió y trabajó en Rusia, Alemania, Francia y Suiza.

## Trayectoria
Hasta 1989, Epstein, como muchas otras mujeres artistas, sólo era conocida por algunas menciones en la literatura de la historia del arte. Recientemente varias investigaciones han permitido reconstruir su curriculum.
Probablemente fue la tercera hija del médico Johann (Iwan) Naumovich Hefter. El segundo nombre Ivanovna vino de su padre (Elizabeth, hija de Iván). El nombre de la madre era María Vilents. Según los documentos de nacimiento, Elisabeth Hefter nació en Zhytomyr, en la plaza Soborna, en la casa Vilents, es decir, en la casa de su madre. En la década de 1890 la familia se mudó a Moscú. En las libretas de direcciones de Moscú de 1894 y 1900 figura un tal Johann Naumovich Hefter, médico especialista en enfermedades venéreas, que vivía y ejercía su profesión en la Juncker Haus, en el puente Kuznetsky. Elisabeth Hefter tenía al menos otras dos hermanas. Fanny Hefter, nacida en Moscú en 1900, también se convirtió en pintora, vivió durante un tiempo en París y Lyon y desde 1957 en Israel.
Conocemos el aspecto de la pintora por una fotografíaque la muestra en compañía de Wassily Kandinsky en París. Es sorprendentemente coherente con un retrato de August Macke de 1912.Ambas representaciones pueden complementarse con dos autorretratos tardíos.Ahora conocemos más de 70 pinturas de Epstein, pero ningún dibujo ni grabado.

### Los inicios artísticos en Rusia
Elisabeth Hefter recibió su primera formación artística entre 1895 y 1897 con Leonid Pasternak, quien enseñaba en la Escuela de Pintura, Escultura y Arquitectura de Moscú. Pertenecía al grupo de “expositores itinerantes” - los Peredvizhniki - que abogaban por elevar el nivel de las exposiciones locales en Moscú. Pasternak recibió el sobrenombre de impresionista ruso,lo que significó tanto para el desarrollo de Epstein que pudo seguir el modelo de un pintor abierto a la modernidad.

### Formación en Alemania
A partir de 1896, Hefter continuó su formación en el estudio del esloveno Anton Ažbe en Múnich hasta 1904, donde aprendió la técnica húmedo sobre húmedo. Allí también conoció a Kandinsky y Alexej Jawlensky. Junto con estos y otros artistas rusos frecuentaba el “salón rosa”de la baronesa Marianne von Werefkin.
El 21 de abril de 1898, Hefter se casó en Varsovia con el médico y concejal Dr. Mieszyslaw Epstein (1868-1931) que vivía en Múnich desde 1894. Su hijo Alexander nació en Múnich el 28 de marzo de 1899. El cuento de Thomas Mann "Tonio Kröger " fue escrito entre 1900 y 1902 y se basó en el personaje de la ingeniosa pintora Lizaveta Ivanovna Epstein. En ese momento, Epstein también tenía contactos con la pintora rusa Olga Markowa Meerson, que vivía en la Giselastraße de Múnich y era presidenta de la Escuela Phalanx de Kandinsky.
La primera pintura documentada de Epstein hasta la fecha proviene de esta época, alrededor de 1903. Se trata de un retrato de su hijo Alexanderen el que utilizó el estilo de la pintura de Ažbe con grandes pinceladas. La imagen ilustra que Epstein, siguiendo el espíritu de su maestro Ažbe y en el apogeo de su época en Múnich, dominaba la pintura impresionista “mojado sobre mojado” al estilo Lovis Corinth,casi a la par que su colega Jawlensky. En 1904 viajó a Francia durante unos meses y asistió a la Académie de la Palette de París, donde entabló amistad con Sonia Terk, también pintora de Ucrania. En 1905, Epstein permaneció un tiempo en Suiza y luego regresó a Múnich. Una naturaleza muerta de Epstein fechada en la propia pintura en 1905- que puede derivar del neoimpresionismo por la forma en que está ejecutada la pincelada a base de trazos debido al estilo de pincelada de trazos estrechos y manchas anchas y alargadas - está tan estrechamente relacionado con la pintura de Jawlensky de la misma época que cabe suponer que fue realizada bajo su dirección en su escuela de pintura,de la que en ese momento también formaban parte Franziska Gräfin zu Reventlow, Rudolf Czapek y Gabriele Münter.

### Formación en Francia
En 1906, Epstein vivió en Westerham, cerca de Rosenheim, durante algún tiempo, para regresar a París ese mismo año. Allí vivió en un piso compartido con Sonia Terk y otros artistas. Artísticamente trabajó junto con Terk y el pintor praguense Eugen von Kahler (1882-1911). Epstein presumiblementeconoció a este último en el Café du Dôme. En Sèvres visitó a Kandinsky y Gabriele Münter junto con Olga Meerson.Un acontecimiento especial para ella pudo haber sido su participación en la sección de arte ruso del Salón de Otoño de 1906, organizado con gran pompa en doce salas por Sergei Diaghilev en el Grand Palais.Esto mostró a la joven generación rusa de artistas con obras de colegas de Epstein como Léon Bakst, Alexander Benois, Natalija Goncharova, Igor Grabar, Jawlensky, Kandinsky, Mikhail Larionow, Konstantin Somov y Mikhail Wrubel. En 1907 participó en el Salón de Otoño de París. En 1908, Epstein regresó temporalmente a Múnich para iniciar el proceso de divorcio de su marido. Junto con Kandinsky, fue alumna de Jawlensky en aquella época, como se desprende de las cartas de Kandinsky de los años 30.El traslado definitivo a París tuvo lugar el 1 de octubre. Volvió a exponer en el Salón de Otoño de París. En 1910 conoció en París a Robert Delaunay, que ahora estaba casado con su amiga Sonja Terk, así como a Fernand Léger, Amédée Ozenfant, Juan Gris y Henri Le Fauconnier, quien ese mismo año se convirtió en miembro de la Asociación de Nuevos Artistas de Múnich y participó en sus exposiciones.

### Mediadora entre la vanguardia parisina y la redacción deBlauer Reiter
En 1911, Epstein volvió a exponer en el Salón de Otoño de París. En ese momento se convirtió en la persona de contacto más importante para Kandinsky y Franz Marc en la escena artística parisina. Fue ella quien propició el significativo contacto entre Delaunay y Kandinsky. Uno de sus retratos y una de sus naturalezas muertas de esa época fueron presentados por Kandinsky y Marc en la primera exposición de Der Blaue Reiter. Se dice que Kandinsky compró el retrato. Lo cierto es que regaló a Kandinsky el bodegón titulado “Cardos”. Marc organizó la venta de su obra a la galería Neue Kunst de Hans Goltz. Se dice que en aquella época Kandinsky le pidió que tradujera al francés su obra “Sobre lo espiritual en el arte”.
En 1912 se divorció de Mieszyslaw Epstein. Franz y Maria Marc y August Macke visitaron a Epstein en Montmorency, cerca de París. En aquel momento, Marc quedó particularmente impresionado por su retrato.Participó en la primera serie de exposiciones de la redacción de Blaue Reiter en el Gereonsklub de Colonia.En 1912, la revista de arte Der Sturm de Herwarth Walden publicó su tratado teórico "Algunas reflexiones sobre la creación de imágenes", en el que, entre otras cosas, trataba sobre el cubismo.En 1913 publicó otro ensayo en la revista de arte “Der Sturm” titulado “Being Ridiculous”. En él comenta positivamente el arte abstracto: “La necesidad de abstracción es cada vez mayor. Esta necesidad real avanza cada vez más y la abstracción se convierte en el primer requisito". Hablaba de “verdadera abstracción” y dudaba de que todos fueran capaces de abordarla: “¿Pero cuántos pueden abstraer sin perder todo significado, cuántos pueden renunciar a su terreno para adoptar un enfoque más seguro hacia la abstracción? Esto crea obras que parecen abstractas, que no son nada y no dicen nada.” – La galería “Der Sturm” también expuso dos de sus retratos en el Primer Salón de Otoño Alemán. A finales de año participó nuevamente en el Salón de Otoño de París. En 1914 conoció en Bordighera, en la costa de Liguria, a Jawlensky, que se alojaba en la “Villa Constantia”. Epstein vivía en la cercana "Pensión Richemont".

### Los años 20 en Ginebra y París
Según los conocimientos actuales, existe un gran vacío en la obra artística de Epstein desde 1914 hasta 1928. Se puede encontrar alguna información sobre su vida en el archivo del Museo Christian Schad de Aschaffenburg.
Elisabeth Epstein se mudó de París a la políticamente liberal Ginebra en 1914. Inicialmente estuvo empadronada en Chemin de la Roseraie 39, pero más tarde se mudó al número 54.Allí dio clases de pintura y dibujo, como se desprende de un anuncio publicado en La Tribune de Genève.Su hijo Alexander, que entonces tenía 15 años, tuvo que abandonar Múnich debido a su ciudadanía rusa al comienzo de la Primera Guerra Mundial y se mudó a Ginebra para vivir con su madre. Completó sus estudios en julio de 1917 y más tarde se convirtió en doctor en medicina y profesor privado. Alexander Epstein murió el 20 de septiembre de 1946 a la edad de tan sólo 47 años.
Al comienzo de la Primera Guerra Mundial, muchos pacifistas francófonos y jóvenes rusos exiliados vivían en Ginebra. Epstein mantuvo estrecho contacto con sus compatriotas rusos. Conoció al pintor Christian Schad a través de amigos rusos en común.
Un lugar de encuentro popular para los exiliados rusos era la legendaria Brasserie Landolt de Ginebra,donde los bolcheviques y mencheviques enfrentados se reunían en salas separadas. Epstein también se reunió allí con rusos y con sus amigos artistas. "Nos sentábamos en el Café Landolt, donde conocí a Archipenko, Masereel, Gustave Buchet y a la pintora Epstein y de vez en cuando veía a Lenin" escribió Schad.Las circunstancias sugieren una relación temporalmente estrecha entre Epstein y Christian Schad, que era 15 años menor que él.El archivo de Christian Schad muestra que Elisabeth Epstein cuidó a Schad en casa mientras estaba enfermo de gripe.
De 1917 a 1925, Epstein estuvo empadronada en el 44 de la Rue Caroline.En aquella época, la calle se consideraba un bastión de los mencheviques rusos, mientras que los bolcheviques controlaban la Rue de Carouge.Junto con Christian Schad, Alexander Archipenko, Frans Masereel y Max Oppenheimer, Elisabeth Epstein se unió a la colonia pacifista de Ginebra en torno a Romain Rolland.
El 28 de septiembre de 1917, Schad también trasladó su estudio al ático de la calle Caroline 44.No está claro si Epstein y Schad vivieron juntos brevemente o si tuvieron apartamentos separados.
En 1918, Schad pintó dos retratos de Elisabeth Epstein y uno de su hijo Alexander. En uno de los retratos Schad incorporó el corte de un paquete de cigarrillos. La pintura muestra a Epstein con labios fruncidos en forma de corazón, la cabeza ladeada, ojos muy abiertos y manos delicadas que gesticulan nerviosamente. La imagen tiene elementos cubistas. Predominan los tonos amarillos y marrón rojizos y se expuso por primera vez en la exposición conjunta de Schad y Epstein en octubre de 1918 en la Société Mutuelle Artistique de Ginebra.
En su monografía sobre Schad, Günter A. Richter escribió que había una crisis en la relación de Epstein con Schad y Serner, y que intentaban enfrentarlos entre sí.Walter Serner (1889 – 1942), ensayista, escritor y dadaísta, era amigo íntimo de Christian Schad y visitó Ginebra durante unos meses a finales de 1918. El 17 de diciembre de 1918, Schad cerró su apartamento y estudio en el número 44 de la Rue Caroline.No se sabe nada sobre encuentros posteriores entre Schad y Epstein.
En Ginebra, Elisabeth Epstein aparentemente tuvo contacto con Werefkin y Jawlensky, que entonces vivían en Saint-Prex, en el lago Lemán. Entre 1918 y 1928 expuso sus pinturas ocasionalmente.  El 18 de octubre de 1918, La Tribune de Genève publicó referencias de la exposición conjunta de Epstein con el pintor Christian Schad. En septiembre de 1921, la Gazette de Lausanne hacía referencia a una exposición benéfica en La Grenette (Lausana).Por lo demás, hasta la fecha no se conoce información detallada sobre sus condiciones de vida y de trabajo entre 1919 y 1929.

### Los años 30 en París
Catorce cartasque Elisabeth Epstein escribió a su hijo, el médico Alexander Epstein (1899 - 1946), entre el 11 de diciembre de 1929 y el 7 de julio de 1930 proporcionan información sobre sus condiciones de vida en París. Epstein volvió a vivir en París a partir del verano de 1929. Las cartas, detalladamente descritas en el anverso y el reverso, fueron descubiertas en el mercadillo de Plainpalais en Ginebra.A juzgar por los matasellos, Epstein vivía en la comuna de Montrouge, al sur de París. Inicialmente describe su vida como difícil. Su primer estudio en el edificio de una imprenta era ruidoso y ruidoso. Escribió sobre problemas para dormir, dolor de piernas, dudas, preocupaciones financieras y negociaciones con galerías. En febrero de 1930 encontró un nuevo estudio de 25 m², con una pequeña cocina y buena iluminación, también en Montrouge. Aquí logró la “liberación artística que llevaba mucho tiempo esperando”.
En conjunto, las cartas revelan a una artista modesta, completamente concentrada en su trabajo y que, además de ruso y alemán, también hablaba perfectamente francés. Describió repetidamente encuentros con Fanny Hefter y su socio, el artista futurista italiano Luigi Russolo. 
Las cartas del 31 de marzo y 11 de abril de 1930 son particularmente interesantes desde el punto de vista de la historia del arte. Primero, Elisabeth Epstein describe sus dudas sobre si debería correr el riesgo de una exposición en la Galería Zak. Las habitaciones en un incómodo piso superior son caras de alquilar y la galería no hace lo suficiente para presentar a los artistas.
“El secretario, que me dijo, sin levantarse de su silla, que no tenían ningún interés por el cubismo y el surrealismo, me ofreció escribir un prólogo por 200 francos. …¡Este mes va a ser duro! Estoy muy preocupada por todas estas decisiones… Kandinsky vendrá a finales de abril y tal vez me ayude si le gustan mis fotografías".
El 11 de abril se puede leer: “Esta mañana, mientras estaba plateando el marco, probé mis otras pinturas en él... ganan tremendamente en marcos plateados. De repente vi cualidades que no había visto en mucho tiempo porque estaba deprimida."
Epstein también informa en otra carta a su hijo que había decidido realizar una exposición con Zak a partir del 20 de junio. El 7 de julio de 1930, Epstein escribía con gran alegría: “Acabo de vender a Brummer un cuadro, las flores rojas con lámpara de Arosa por 1.100 francos, de los cuales 300 o 330 irán a la galería. Es precioso”. En la misma carta, Epstein también hablaba de una venta de cuadros en Estados Unidos.
En 1930, Epstein realizó una exposición en la Galería Zak de París. Hasta 1938 había participado en exposiciones en el Salon des Surindépendants de París, fundado por el pintor y poeta brasileño Vicente do Rego Monteiro. A finales de 1934, Epstein volvió a encontrarse con Kandinsky, que también vivía en París. Este último informó, en una carta a Jawlensky, que sufría gravemente de artritis en Wiesbaden: “Ei Epstein estuvo con nosotros hace unas tres semanas y le saluda”. Otra carta de Kandinsky de 1936 muestra que la amistad entre Epstein, Jawlensky y Kandinsky ya existía desde hacía décadas: “Ei Epstein estuvo recientemente con nosotros. Que linda mujer, que buena y encantadora persona. Hablamos de ti, recordamos tiempos pasados y calculamos cuánto tiempo hacía que nos conocíamos. Resultó ser 40 años. Recordamos que ambos éramos estudiantes contigo”. Tampoco le ocultó a su esposa Nina (1893-1980) que anteriormente había sido estudiante de Jawlensky: “Le conté a Nina Nikolajewna nuestros maravillosos momentos en Múnich, donde usted me enseñó”.

### Reubicación en Ginebra
En 1937, Epstein decidió trasladarse a Ginebra por motivos de salud. Entre 1938 y 1939 envió cuadros a exposiciones en la Galerie Pittoresque de París. En 1940, 1941, 1944, 1946 y 1949 se realizaron exposiciones de sus obras en la Galería Moos de Ginebra. El 24 de octubre de 1949, el Journal de Genève publicó una reseña de la exposición. En 1942 recibió la visita de Sonia Delaunay. Tras una larga enfermedad, Elisabeth Epstein murió en Ginebra en 1956.

## Exposiciones posteriores a 1956
- 1962 Galerie Maeght, París, retrospectiva “El Jinete Azul”
- 1981 Inter Art Gallery, Basilea, primera exposición inmobiliaria.
- 1989 Galleria Sacchetti, Ascona (ver literatura: Bernd Fäthke: Elisabeth Ivanovna Epstein, An Artist Friendship...)
- 1990 Kunstverein Wolfsburg eV (castillo)
- 1997 Museo comunal de arte moderno, Ascona
- 2000 Galería Döbele, Dresde
- 2014 Galería Municipal Bietigheim-Bissingen[38]
- 2014 Museo Paula Modersohn-Becker Bremen[39]
- 2015 Galería Döbele, Dresde
- 2021 Galería Orlando, Zúrich[40]
- desde 3/2021 Lenbachhaus, Múnich, dinámica de grupo del Blaue Reiter - dos autorretratos[41]
- 15 de octubre de 2022 - 16 de abril de 2023 Lenbachhaus, Múnich, "Arte y vida 1918 a 1955- fantasía forestal, naturaleza muerta"

## Obras en colecciones públicas
- National Gallery of Art, Washington: People on a Café Terrace, 1913[42]
- Centre Pompidou, Paris: La Fenêtre, 1936[43]
- Musée d’art et d’histoire, Genf: Stillleben, 1951
- Kunsthalle Würth, Schwäbisch Hall: Stillleben, 1929
- Lenbachhaus, München: 2 Selbstporträts 1911 / Waldphantasie, 1928 / Stillleben mit Blumen, 1946 / Roter Stuhl am Fenster 1928

## Literatura
- Nicolas Vernicos (Universidad de Aegean): Elisabeth Epstein 14 cartas a su hijo 1939 – junio de 1921
- E. Epstein: Algunas reflexiones sobre la creación de imágenes, Der Sturm, 1912, tomo 3, n.º 140/141, p.236 F.
- Elisabeth Epstein: Ser ridícula, La tormenta, 1913, Vol. 4, No. 156/157, página 13
- Bernd Fäthke: Elisabeth Ivanovna Epstein, amistad artística con Kandinsky y Jawlensky, Clemens Weiler como recuerdo. Galería Sacchetti, Ascona 1989.
- Bernd Fäthke: Jawlensky y sus compañeros bajo una nueva luz, Múnich 2004, págs. 44, 66, 85, 121-122, 157, 169.
- Hildegard Reinhardt : La abstracción no es un comienzo, sino una posible meta . En: Hacia Múnich. Artistas femeninas hacia 1900 . Catálogo de la exposición Museo de la Ciudad de Múnich, Múnich 2014.
- Hildegard Reinhardt, Elisabeth Epstein: Moscú-Múnich-París-Ginebra, estaciones de paso de un pintor y mediador de la transferencia cultural franco-alemana . En: Marianne Werefkin and the Women Artists in Her Circle, editado por Tanja Malycheva e Isabel Wunsch, Leiden/Bostein 2016.
- Oksana Oliinyk: Elisabeth Epstein . En: Karin Althaus y. a. (ed.) : arte y vida. 1918 a 1955 . Lenbachhaus, Múnich / Deutscher Kunstverlag, Berlín 2022, ISBN 978-3-88645-210-1, págs.